# WISE 2209-2734
WISE 2209-2734 (= EQ J2209-2734) is een bruine dwerg in het sterrenbeeld Pisces Austrinus met een spectraalklasse van T7. De ster is ontdekt door Wide-field Infrared Survey Explorer en bevindt zich 45,1 lichtjaar van de zon.